# Fahrudin Razi
Fahrudin Muhamed Razi (arapski: فخر الدين رازي), rođen je 1149. u Raju (današnji Iran) a umro 1209. godine u Heratu (današnji Avganistan).

## Život i dela
Fahrudin Razi je bio ašaritski teolog, poznat po brojnim kritikama koje je izneo protiv filozofa, pa čak i protiv teologa. Autor je mnogih dela u različitim naučnim oblastima. Jedno od njegovih najvažnijih dela u istoriji islamske filozofije je komentar na Ibn Sinin Išarat.
Napisao je nekoliko knjiga o filozofskim pitanjima, uglavnom vezana za Ibn Sinina mišljenja, u kojima iznosi najoštrije kritike protiv filozofije.
Za razliku od ostalih teologa u to vreme, Fahrudin Razi kritikuje filozofske ideje pridržavajući se svojih teoloških principa, a neke od tih ideja prihvata i koristi u svojim teološkim raspravama. On u uvodu u svoju knjigu al-Mabahis al-mašrikije osuđuje dve grupe mislilaca: one koji slepo slede starogrčku filozofiju i one koji bezobzirno kritikuju sve što je uopšte povezano s filozofijom.
Uprkos verovanju da naučni poduhvati Fahrudina Razija po mnogim osnovama liče na Gazalijeve, ipak treba istaći da postoje tri značajne razlike u pristupima ova dva islamska mislioca.
Prema utisku koji su ova dva islamska učenjaka ostavila na kasnije mislioce, treba zaključiti da je Fahrudin Razi predstavljao simbol oštrog konfikta između teologa i filozofa. To ipak nije bio slučaj sa Gazalijem. Stiče se utisak da se Gazali u svojim kasnijim delima, usled konstruktivnog sučeljavanja s filozofskim idejama, upušta u sufizam, odnosno u gnostičko saznanje, dok Fahrudin Razi posle svega ostaje klasičan islamski teolog.

## Literatura
- Halilović, T., Halilović, S. i Halilović, M. (2014), Kratka istorija islamske filozofije , Beograd, Centar za religijske nauke „Kom”, str. 77—82.